# Izolda Barudžija
Izolda Barudžija-Manojlović, född 1963 i Belgrad, är en serbisk sångerska.
Barudžija har studerat sång och ackordion vid musikhögskolan i Split. Hon flyttade sedan till Belgrad, där hon studerade journalistik och statsvetenskap på universitetet. Hon engagerade sig samtidigt i studentkören och ingick i vokalistgruppen Pop Polifone. Hon uppträdde även tillsammans med Radio Belgrads jazzorkester.
Barudžija har representerat Jugoslavien i Eurovision Song Contest vid tre tillfällen: 1982 som en del av trion Aska, med låten Halo, Halo. 1983, då hon tillsammans med sin syster Eleonora var bakgrundssångerska till Danijel Popović. 1984, då hon framförde bidraget Ciao amore i en duett med Vlado Kalember. Hon deltog dessutom i Jugovizija 1992, där hon tillsammans med systern Eleonora framförde bidraget Hej, hej, vrati se.
Sedan 2001 bor Barudžija i Tyskland och arbetar som sånglärare i Düsseldorf, Essen och Bottrop. Hon är gift med den serbiske gitarristen och producenten Zlatko Manojlović.